# Ontario, Ohio
Ontario är en stad i Richland County i Ohio. Vid 2020 års folkräkning hade Ontario 6 656 invånare.